# 下条未悠
下条 未悠（げじょう みゆ、2000年10月20日 - ）は、富山県射水市出身の女子競輪選手。日本競輪選手会富山支部所属、ホームバンクは富山競輪場。日本競輪選手養成所第118期生。師匠は叔父の表大暁（82期）。

## 経歴
中学生のときにガールズケイリンを観て憧れ、自転車競技を始めた。氷見高校時代には2018年全国高等学校選抜自転車競技大会500ｍタイムトライアル3位、ケイリン3位、2018年インターハイ500ｍタイムトライアル2位という実績を残した。
2019年1月17日、競輪学校第118回技能試験に合格。在校競走成績は5位（19勝）。卒業記念レースは6着。
2020年5月15日、広島競輪場でデビューし4着。初勝利は同年5月31日の小倉競輪場、初優勝は同年8月3日の武雄競輪場で挙げた。